# Quincy-sous-Sénart
Quincy-sous-Sénart (Aussprache [kɛ̃si su senaʁ] ) ist eine französische Gemeinde mit 9491 Einwohnern (Stand 1. Januar 2022) im Département Essonne in der Region Île-de-France. Sie gehört zum Kanton Épinay-sous-Sénart. Die Einwohner nennen sich Quincéens. Über den Namen der Stadt ist wenig bekannt. Sie wurde 1793 mit dem heutigen Namen gegründet.

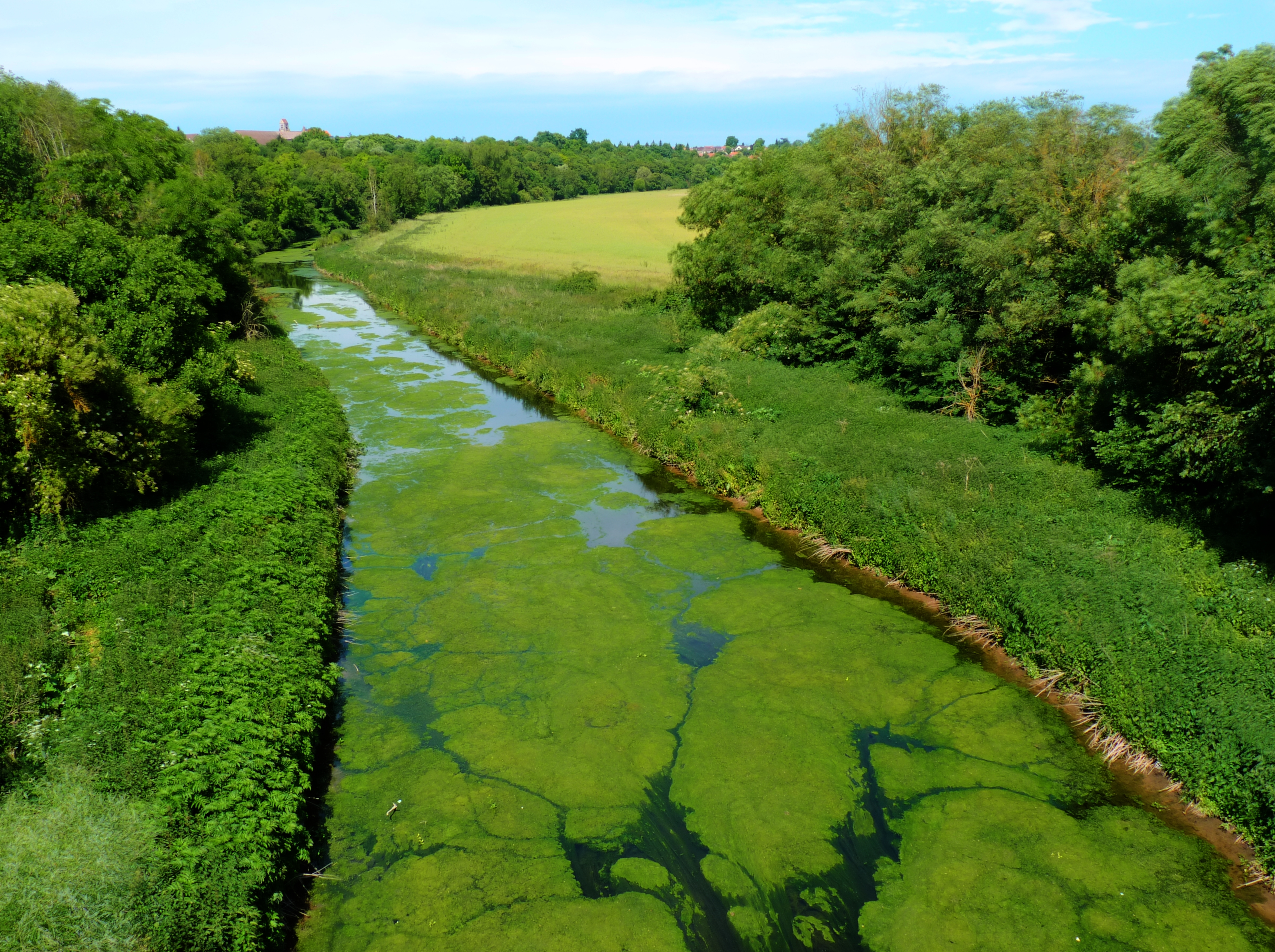
Yerres

## Geographie

### Geographische Lage
Quincy-sous-Sénart liegt an der Yerres, etwa 30 Kilometer südöstlich des Stadtzentrums von Paris. Der Fluss Yerres bildet eine etwa 1,9 Kilometer lange natürliche Grenze zur nordöstlichen Nachbargemeinde Varennes-Jarcy. Weitere Nachbargemeinden sind Épinay-sous-Sénart und Brunoy im Nordwesten, Boussy-Saint-Antoine im Norden, Combs-la-Ville im Osten, Tigery im Süden sowie Étiolles und Soisy-sur-Seine im Südwesten. Im Westen grenzt die Gemeinde an den Wald Forêt de Sénart. Nordöstlich grenzt Quincy-sous-Sénart an das Département Seine-et-Marne.
Laut Berechnungen aus dem Jahr 2008 hat Quincy-sous-Sénart eine Fläche von 524,71 ha. 177,57 ha (34,2 %) davon sind städtisch bebaut, 17,99 ha (3,5 %) städtisch unbebaut. Der ländliche Raum erstreckt sich über 329,15 ha (63,3 %), wobei der westlich angrenzende Wald Forêt de Sénart mit 240 ha den größten Teil davon ausmacht.

### Klima
Quincy-sous-Sénart befindet sich in der gemäßigten Klimazone. Die Jahresmitteltemperatur beträgt 10,8 °C und die durchschnittliche Jahresniederschlagsmenge 598,3 mm.
Der wärmste Monat ist der Juli mit 18,8 °C im Mittel, der kälteste der Januar mit durchschnittlich 3,4 °C. Der meiste Niederschlag fällt im Monat September mit 55,6 mm im Mittel, der wenigste im Februar mit durchschnittlich 42,5 mm.
Seit 1948 finden in Quincy-sous-Sénart regelmäßige meteorologische Messungen statt. Die tiefste bisher festgestellte Temperatur betrug −20,6 °C und stammt vom 8. Januar 2010. Der Hitzerekord beträgt 38,2 °C und wurde am 1. Juli 1952 gemessen.
|                        | Jan  | Feb  | Mär  | Apr  | Mai  | Jun  | Jul  | Aug  | Sep  | Okt  | Nov  | Dez  |   |       |
| Mittl. Temperatur (°C) | 3,4  | 4,3  | 7,1  | 9,7  | 13,4 | 16,4 | 18,8 | 18,5 | 15,6 | 11,5 | 6,7  | 4,3  | ⌀ | 10,8  |
| Mittl. Tagesmax. (°C)  | 6,1  | 7,6  | 11,4 | 14,6 | 18,6 | 21,8 | 24,5 | 24,2 | 20,8 | 15,8 | 9,9  | 6,8  | ⌀ | 15,2  |
| Mittl. Tagesmin. (°C)  | 0,7  | 1,0  | 2,8  | 4,8  | 8,3  | 11,1 | 13,0 | 12,8 | 10,4 | 7,2  | 3,5  | 1,7  | ⌀ | 6,5   |
|                        |      |      |      |      |      |      |      |      |      |      |      |      |   |       |
| Niederschlag (mm)      | 47,6 | 42,5 | 44,4 | 45,6 | 53,7 | 51,0 | 52,2 | 48,5 | 55,6 | 51,6 | 54,1 | 51,5 | Σ | 598,3 |
|                        |      |      |      |      |      |      |      |      |      |      |      |      |   |       |
| Sonnenstunden (h/d)    | 1,9  | 3,2  | 4,3  | 5,9  | 6,5  | 7,4  | 8,0  | 7,4  | 6,1  | 4,3  | 2,6  | 1,7  | ⌀ | 4,9   |

| 0,7 |

| 1,0 |

| 2,8 |

| 4,8 |

| 8,3 |

| 11,1 |

| 13,0 |

| 12,8 |

| 10,4 |

| 7,2 |

| 3,5 |

| 1,7 |

| 0,7 |

| 1,0 |

| 2,8 |

| 4,8 |

| 8,3 |

| 11,1 |

| 13,0 |

| 12,8 |

| 10,4 |

| 7,2 |

| 3,5 |

| 1,7 |

## Wappen
Das Wappenschild von Quincy-sous-Sénart schmückt ein Löwe auf weißem/silbernem Grund und eine in sechs kleinere Felder geteilte Bordüre. Der Löwe steht als König der Tiere für Mut und Königlichkeit. Die Felder der Bordüre sind abwechselnd weiß und rot, wobei die roten Felder von einem goldenen und die weißen Felder von einem schwarzen Holzhammer geziert werden, der Stärke und Aktivität verbildlichen soll. Die Lilie (Fleur-de-Lys) mittig in der oberen Bordüre symbolisiert die Zeit der französischen Monarchie und wird von zwei fünfblättrigen Fingerkrautblüten flankiert. Oberhalb der Fleur-de-Lys findet sich ein Turnierkragen.

## Einwohner

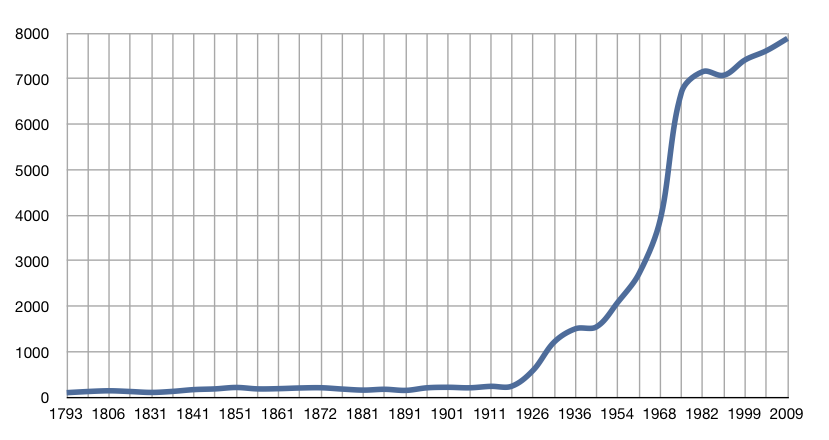
Einwohnerentwicklung (1793–2009)

### Demographische Veränderungen
| Jahr | Einwohner |
| ---- | --------- |
| 1793 | 100       |
| 1800 | 125       |
| 1806 | 141       |
| 1821 | 125       |
| 1831 | 105       |
| 1836 | 128       |
| 1841 | 167       |
| 1846 | 183       |
| 1851 | 214       |

| Jahr | Einwohner |
| ---- | --------- |
| 1856 | 183       |
| 1861 | 188       |
| 1866 | 203       |
| 1872 | 208       |
| 1876 | 179       |
| 1881 | 156       |
| 1886 | 174       |
| 1891 | 150       |
| 1896 | 207       |

| Jahr | Einwohner |
| ---- | --------- |
| 1901 | 218       |
| 1906 | 207       |
| 1911 | 239       |
| 1921 | 243       |
| 1926 | 591       |
| 1931 | 1215      |
| 1936 | 1505      |
| 1946 | 1550      |
| 1954 | 2090      |

| Jahr | Einwohner |
| ---- | --------- |
| 1962 | 2720      |
| 1968 | 3909      |
| 1975 | 6705      |
| 1982 | 7157      |
| 1990 | 7079      |
| 1999 | 7415      |
| 2006 | 7616      |
| 2009 | 7888      |
| –    | –         |

Quelle: 1793–1962 EHESS und 1962–2009 INSEE.

### Altersstruktur
| Männer | Alterstufe | Frauen |
| ------ | ---------- | ------ |
| 0,5    | 90 et plus | 1,4    |
| 5,2    | 75–89      | 8,0    |
| 11,7   | 60–74      | 12,8   |
| 22,6   | 45–59      | 21,6   |
| 20,4   | 30–44      | 20,0   |
| 19,1   | 15–29      | 17,8   |
| 20,5   | 0–14       | 18,4   |

Die folgende Übersicht zeigt die Altersstruktur von Quincy-sous-Sénart im Jahr 2008.
| Alter von / bis | Männer | Anteil in % | Frauen | Anteil in % |
| --------------- | ------ | ----------- | ------ | ----------- |
| 0 – 14          | 760    | 20,5        | 735    | 18,4        |
| 15 – 29         | 712    | 19,1        | 713    | 17,8        |
| 30 – 44         | 757    | 20,4        | 799    | 20,0        |
| 45 – 59         | 840    | 22,6        | 862    | 21,6        |
| 60 – 74         | 436    | 11,7        | 513    | 12,8        |
| 75 – 89         | 194    | 5,2         | 318    | 8,0         |
| 90 et plus      | 17     | 0,5         | 56     | 1,4         |
| Gesamt          | 03717  | 100,0       | 03997  | 100,0       |

## Bildung und Soziales
In Quincy-sous-Sénart gibt es vier Schulen, ein Krankenhaus, ein Altenheim, zwei Pflegeheime sowie eine Kirche.

### Schulen
- École maternelle Maurice Lahaye
- École maternelle La Fontaine Cornaille
- Collège Dunoyer de Ségonzac
- Lycée Les Frères Moreau

### Gesundheit
- Privates Claude Galien Krankenhaus
- Altenheim Aubegerie
- Pflegeheim Passe-Roses
- Pflegeheim Moulin Vert

### Kirchen

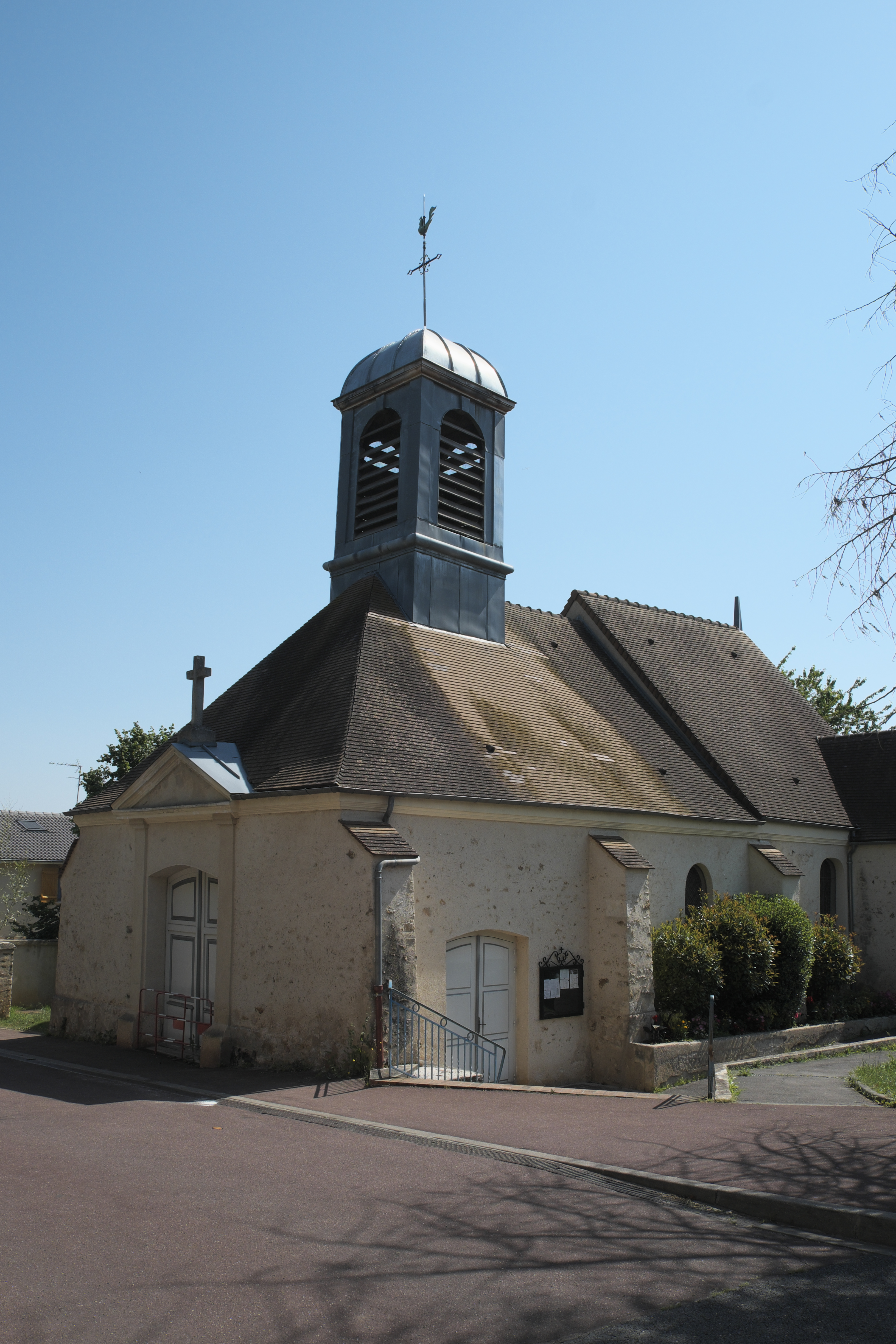
Pfarrkirche Sainte-Croix

- Katholische Pfarrkirche Sainte-Croix (Heilig-Kreuz) mit Bleiglasfenstern aus dem 16. Jahrhundert

## Städtepartnerschaften
- Montemarciano, Italien (1983)[17]
- Saint-Bruno-de-Montarville, Kanada (1983)[17]
- Saue, Estland (2006)[17]

## Persönlichkeiten

### Söhne und Töchter der Gemeinde
- Maxen Kapo (* 2001), Fußballspieler
- Julia Pereira de Sousa Mabileau (* 2001), Snowboarderin
- Victor Martins (* 2001), französisch-portugiesischer Automobilrennfahrer

### Personen, die mit Quincy-sous-Sénart in Verbindung stehen
- Robert Marichal (1904–1999), Historiker, Altphilologe, Romanist und Mediävist